# Nandihizana
Nandihizana é uma cidade e comuna de Madagascar, pertencente ao distrito de Manjakandriana, na região de Analamanga. Sua população, segundo o censo de 2001, era de 5 284 habitantes.